# Codonopsis chlorocodon
Codonopsis chlorocodon är en klockväxtart som beskrevs av Cheng Yih Wu. Codonopsis chlorocodon ingår i släktet Codonopsis, och familjen klockväxter. Inga underarter finns listade i Catalogue of Life.